# فرست بانک نیجریه
فرست بانک نیجریه (انگلیسی: First Bank of Nigeria) شرکت خدمات مالی و بانکداری نیجریه‌ای است، که در سال ۱۸۹۴ تأسیس شد.